# テンパラメンタル (エヴリシング・バット・ザ・ガールのアルバム)
『テンパラメンタル』(原題 :Temperamental) は、イギリスの音楽バンドであるエヴリシング・バット・ザ・ガールが1999年に発表したアルバムである。

## 概要
このアルバムからは、『ファイヴ・ファゾムス～愛のまどろみ』、『テンパラメンタル』、『ララバイ・オブ・クラブランド』、『悪いのは私』(イギリスのみ)の4曲がシングルカットされた。
このアルバムに先駆け、1998年にアメリカのハウス・ミュージックユニットであるディープ・ディッシュの作品として、『フューチャー・オブ・ザ・フューチャー』もシングルカットされている。
バンドは2000年に一度解散したため、2022年の活動再開まで、オリジナル・アルバムとしては最後の作品となっていた。

## 楽曲
前作『哀しみ色の街』(1996年)で大々的に取り入れたドラムンベースやブレイクビーツといったサウンドに加え、メンバーのベン・ワットがDJ活動でプレイすることが多かったディープ・ハウスの要素を強めたアルバムである。
ベンは、「DJ活動では、クラブで何が有効かを学んだ。(中略)人々は強烈で緊張感のある、ソウルフルな音楽を求めているようで、新作にはそれを盛り込もうとしたんだ」と語っている。
一方でヴォーカルのトレイシー・ソーンは、ヴォーカル・スタイルに変化をつけようと、朗読やファルセット、ヴォーカルのカットアップなど様々な手法を試み、しかし『哀しみ色の街』でつかんだ"1対1の緊迫した感じ"はそこなわないようにしたと語っている。
『悪いのは私』は、元々はマッシヴ・アタックとの共作曲となる予定だったが、完成には至らなかったため、歌詞のみ使用しオリジナル曲として完成した。

## 収録曲
1. ファイヴ・ファゾムス～愛のまどろみ - Five Fathoms
2. 夜の引き潮 - Low Tide of the Night
3. 悪いのは私 - Blame
4. ハットフィールド 1980 - Hatfield 1980
5. テンパラメンタル - Temperamental
6. コンプレッション - Compression
7. ダウンヒル・レイサー - Downhill Racer
8. ララバイ・オブ・クラブランド - Lullaby of Clubland
9. ノー・ディファレンス - No Difference
10. フューチャー・オブ・ザ・フューチャー - The Future of the Future (Stay Gold) (with Deep Dish)

## アルバム未収録曲
- ファイアウォール - Firewall

『ファイヴ・ファゾムス～愛のまどろみ』のアメリカ・イギリス盤シングルに収録されている。ベンの歌が断片的にサンプリングされた、ほぼインストゥルメンタルのハウス・ミュージックである。